# Joseph Stiglitz
Joseph Eugene Stiglitz (n. 9 octombrie 1943, Gary, Indiana, SUA) este un economist evreu-american, laureat al Premiului Nobel pentru economie în anul 2001.

## Contribuții la economie

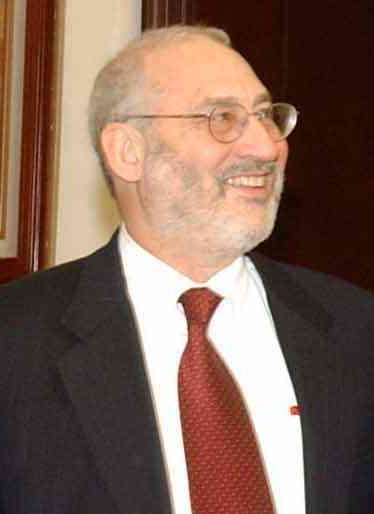
Stiglitz la o conferință din Mexic în 2009

După alegerile de la jumătatea mandatului electoral din 2018 din Statele Unite, el a scris o declarație despre importanța justiției economice pentru supraviețuirea democrației la nivel mondial. 

### Aversiune la risc
După ce și-a obținut doctoratul la MIT în 1967, Stiglitz a scris prima sa lucrare economică împreună cu Michael Rothschild, pentru Journal of Economic Theory în 1970.  Lucrarea lui Stiglitz și a lui Rothschild s-au bazat pe lucrările unor economiști precum Robert Solow asupra conceptului de aversiune față de risc . Stiglitz și Rothschild au arătat că trei definiții plauzibile ale unei variabile X, care este „mai variabilă” decât o variabilă Y, erau toate echivalente – Y fiind egal cu X plus zgomot, fiecare agent cu aversiune față de risc preferând Y în locul lui X, iar Y având o pondere mai mare  și că niciuna dintre acestea nu era întotdeauna compatibilă cu o varianță statistică mai mare decât Y – o definiție utilizată frecvent la acea vreme. Într-o a doua lucrare,  ei au analizat consecințele teoretice ale aversiunii față de risc în diverse circumstanțe, cum ar fi deciziile de economisire ale unui individ și deciziile de producție ale unei firme. 

### Teorema lui Henry George
Stiglitz a adus contribuții timpurii la o teorie a finanțelor publice, afirmând că o ofertă bună  de bunuri publice locale poate fi finanțată în întregime prin colectarea rentelor funciare generate de aceste bunuri (atunci când distribuțiile populației sunt egale). Stiglitz a numit aceasta „ teorema lui Henry George ”, referindu-se la economistul clasic radical Henry George, care a pledat pentru impozitarea valorii terenurilor . Explicația care stă la baza descoperirii lui Stiglitz este că rivalitatea pentru bunurile publice are loc geografic, astfel încât concurența pentru accesul la orice bun public benefic va crește valoarea terenurilor cu cel puțin la fel de mult ca și costul investiției lor. În plus, Stiglitz arată că un impozit unic pe rentele funciare este necesar pentru a asigura oferta potrivită de investiții publice locale. Stiglitz arată, de asemenea, cum teorema ar putea fi utilizată pentru a găsi dimensiunea potrivită a unui oraș sau a unei firme.  

### Asimetria informațională
Cea mai faimoasă cercetare a lui Stiglitz a fost asupra screening-ului, o tehnică utilizată de un agent economic pentru a extrage informații altfel private de la altul. Pentru această contribuție la teoria asimetriei informaționale a primit Premiul Nobel pentru Economie în 2001  împreună  cu George A. Akerlof și A. Michael Spence .Juriul le-a acordat Premiul Nobel pentru științe economice „pentru punerea bazelor teoriei piețelor cu informație asimetrică ”.
O mare parte din munca lui Stiglitz asupra economiei informației demonstrează situații în care informațiile incomplete sau inexacte împiedică piețele să atingă eficiența socială. Lucrarea sa realizată împreună cu Andrew Weiss a arătat că, dacă băncile folosesc ratele dobânzilor pentru a deduce informații despre tipurile de debitori (efectul de selecție adversă) sau pentru a încuraja acțiunile acestora după contractarea de împrumuturi (efectul de stimulare), atunci creditul va fi raționalizat sub nivelul optim, chiar și pe o piață concurentă.  Stiglitz și Rothschild au arătat că, pe o piață de asigurări, firmele au un interes să submineze un „echilibru de tip pooling”, în care tuturor agenților li se oferă aceeași poliță de asigurare completă, oferind o asigurare parțială mai ieftină, care ar fi atractivă doar pentru tipurile de asigurări cu risc scăzut, ceea ce înseamnă că o piață competitivă poate realiza doar o acoperire parțială a agenților.  Stiglitz și Grossman au arătat că niște costuri de achiziție a informațiilor, deși banal de mici, împiedică piețele financiare să atingă o eficiență informațională completă, deoarece agenții vor avea un interes să profite de achiziția de informații care aparțin altora și să nu le cumpere direct ci, să dobândească aceste informații indirect, prin observarea prețurilor pieței. 

### Concurența monopolistică(numită și modelul Dixit-Stiglitz)
Stiglitz, împreună cu Avinash Dixit, au creat un model care putea fi gestionat de concurență monopolistică(numită și modelul Dixit–Stiglitz) , o alternativă la modelele tradiționale de concurență perfectă de echilibru general . Ei au arătat că, în prezența unor randamente   crescătoare, intrarea firmelor pe piață este prea mică din punct de vedere social.  Modelul a fost extins pentru a demonstra că atunci când consumatorii au o preferință pentru diversitate, intrarea poate fi prea mare din punct de vedere social. Modelul a fost utilizată de Paul Krugman în analiza sa a modelelor de tranzacționare fără avantaj comparativ. 

### Modelul salarial de eficiență Shapiro-Stiglitz(teoria Shapiro-Stiglitz)

În modelul Shapiro-Stiglitz al salariilor de eficiență, lucrătorii sunt plătiți la un nivel care descurajează eschivarea. Acest lucru împiedică scăderea salariilor la nivelurile de echilibru ale pieței. Ocuparea deplină a forței de muncă nu poate fi atinsă deoarece lucrătorii ar renunța dacă nu ar fi amenințați de posibilitatea că ar putea intra în șomaj. Din această cauză, curba pentru condiția de fără eschivare (etichetată NSC) tinde spre infinit la ocuparea deplină a forței de muncă.

Stiglitz a făcut, de asemenea, cercetări asupra salariilor de eficiență și a contribuit la crearea a ceea ce a devenit cunoscut sub numele de „modelul Shapiro-Stiglitz ” pentru a explica de ce există șomaj chiar și în condiții de echilibru, de ce salariile nu sunt reduse suficient de către cei care își doresc un loc de muncă (în absența salariilor minime), astfel încât toți cei care își doresc un loc de muncă să-și găsească unul și pentru a pune sub semnul întrebării dacă paradigma neoclasică ar putea explica șomajul involuntar .  Un răspuns la aceste enigme a fost propus de Shapiro și Stiglitz în 1984: „Șomajul este determinat  și ține de structura informațională a ocupării forței de muncă”.  Două observații fundamentale stau la baza analizei lor:
1. Spre deosebire de alte forme de capital, oamenii își pot alege nivelul de efort.
2. Este costisitor pentru firme să stabilească cât de mult efort depun angajații.

Câteva implicații cheie ale acestui model sunt:  
1. Salariile nu scad suficient în timpul recesiunilor pentru a preveni creșterea șomajului. Dacă cererea de forță de muncă scade, acest lucru duce la scăderea salariilor. Însă, deoarece salariile au scăzut, probabilitatea de „eschivare” (muncitorii care nu depun efort) a crescut. Dacă nivelurile de ocupare a forței de muncă vor fi menținute, printr-o scădere suficientă a salariilor, lucrătorii vor fi mai puțin productivi decât înainte din cauza efectului de eschivare. Prin urmare, în model, salariile nu scad suficient pentru a menține nivelurile de ocupare a forței de muncă la starea anterioară, deoarece firmele doresc să evite eschivarea excesivă a lucrătorilor lor. Deci, șomajul trebuie să crească în timpul recesiunilor, deoarece salariile sunt menținute „prea mari”.
2. Posibilă cauză: scăderea creșterii salariale. Trecerea de la un cost privat de angajare (w∗) la un alt cost privat de angajare (w∗∗) va necesita ca fiecare firmă să reoptimizeze în mod repetat salariile ca răspuns la schimbarea ratei șomajului . Firmele nu pot reduce salariile până când șomajul nu crește suficient (o problemă de coordonare).

Rezultatul nu este niciodată eficient din punct de vedere al studiului Pareto .
1. Fiecare firmă angajează prea puțini lucrători, deoarece costul angajării unui număr prea mare de lucrători ar fi suportat doar de firmă, în timp ce costul șomajului este împărțit între firmă și concurenții săi, ba chiar este împărțit de toate firmele care plătesc impozite în țară. Aceasta înseamnă că firmele nu „internalizează” costul „extern” al șomajului –  – Ei nu iau în considerare modul în care șomajul la scară largă dăunează societății atunci când își evaluează propriile costuri. Aceasta duce la o externalitate negativă, deoarece costul social marginal depășește costul marginal al firmei (CSM = Costul Marginal Privat al Firmei + Costul Extern Marginal al creșterii șomajului social) [ clarificare necesară ]
2. Există, de asemenea, externalități pozitive : fiecare firmă crește valoarea activelor șomajului pentru toate celelalte firme atunci când angajează în timpul recesiunilor. Prin crearea unor piețe ale muncii hipercompetitive, toate firmele (câștigătoare atunci când lucrătorii concurează) înregistrează o creștere a valorii. Totuși, acest efect al creșterii evaluării este foarte puțin evident, deoarece prima problemă (externalitatea negativă a angajărilor suboptimale) domină în mod clar, întrucât „rata naturală a șomajului” este întotdeauna prea mare.

### Implicațiile practice ale teoriilor lui Stiglitz
Implicațiile practice ale lucrărilor lui Stiglitz în economia politică și implicațiile lor în politica economică au fost supuse dezbaterii.  Stiglitz însuși și-a evoluat discursul politico-economic de-a lungul timpului. 
Așa cum discută David L. Prychitko în critica sa la adresa lucrării „Încotro se numește socialismul?”., el a crezut că Stiglitz pare să aibă, în general, dreptate,

 deși lasă în continuare clar modul în care instituțiile coercitive ale guvernului

 ar trebui să fie restricționat și care este relația dintre guvern și societatea civilă. 

## Cărți publicate
Pe lângă publicațiile sale economice tehnice (peste 300 de articole tehnice), Stiglitz este autorul unor cărți despre diverse probleme, de la dreptul brevetelor la abuzurile din comerțul internațional.

### Încotro se îndreaptă socialismul? (1994)
Încotro se îndreaptă socialismul? se bazează pe Prelegerile Wicksell ale lui Stiglitz, prezentate la Școala de Economie din Stockholm în 1990 și prezintă un rezumat al economiei informaționale și al teoriei piețelor cu informație imperfectă și concurență imperfectă, fiind totodată o critică atât a abordărilor pieței libere, cât și a celor socialiste de piață (vezi critica Roemer, op. cit.). Stiglitz explică modul în care modelul neoclasic, sau walrasian („economia walrasiană” se referă la rezultatul procesului care a dat naștere unei reprezentări formale a noțiunii lui Adam Smith despre „mâna invizibilă”, după modelul propus de Léon Walras și încapsulat în modelul de echilibru general al lui Arrow-Debreu ), ar fi putut încuraja în mod eronat convingerea că socialismul de piață ar putea funcționa. Stiglitz propune un model alternativ, bazat pe economia informației stabilită de teoremele Greenwald-Stiglitz.
Stiglitz consideră că unul dintre motivele pentru eșecul critic al modelului neoclasic standard, pe care a fost construit socialismul de piață, este incapacitatea acestuia de a lua în considerare problemele care decurg din lipsa informațiilor perfecte și din costurile de achiziție a informațiilor. 

### Globalizarea și nemulțumirile sale(2002)
În lucrarea „Globalizarea și nemulțumirile sale”, Stiglitz susține că ceea ce sunt adesea numite „economii în curs de dezvoltare” nu se dezvoltă, de fapt, deloc și dă o mare parte din vină pe FMI, considerând FMI principalul vinovat.
Stiglitz subliniază: „Progresele recente în teoria economică” (referindu-se parțial la propria sa muncă) „au arătat că ori de câte ori informațiile sunt imperfecte  și piețele sunt incomplete, adică întotdeauna, și mai ales în țările în curs de dezvoltare, atunci mâna invizibilă funcționează cel mai imperfect.” Drept urmare, continuă Stiglitz, guvernele pot îmbunătăți rezultatul prin intervenții bine gândite. Stiglitz susține că, atunci când familiile și firmele încearcă să cumpere prea puțin în comparație cu ceea ce poate produce economia, guvernele pot combate recesiunile și depresiunile prin utilizarea unor politici monetare și fiscale expansioniste pentru a stimula cererea de bunuri și servicii. La nivel microeconomic, guvernele pot reglementa economic băncile și alte instituții financiare pentru a le menține solide. De asemenea, pot folosi politica fiscală pentru a direcționa investițiile către industrii mai productive și politicile comerciale pentru a permite noilor industrii să se dezvolte  până momentul  în care pot supraviețui concurenței străine. Și guvernele pot folosi o varietate de tehnici, de la crearea de locuri de muncă la formarea forței de muncă și asistența socială, pentru a reda locurilor de muncă șomere și a atenua greutățile umane.
Stiglitz susține că FMI a provocat daune mari prin politicile economice pe care le-a impus ca  țările trebuie să le urmeze pentru a se califica pentru împrumuturi de la FMI sau pentru împrumuturi de la bănci și alți creditori din sectorul privat care se uită la FMI pentru a indica dacă un împrumutat este solvabil. Organizația și oficialii acesteia, susține el, au ignorat implicațiile informațiilor incomplete, ale piețelor inadecvate și ale instituțiilor nefuncționale. –  toate acestea fiind caracteristice în special țărilor nou în curs de dezvoltare. Prin urmare, susține Stiglitz, FMI a solicitat adesea politici conforme cu manualele de economie, dar care nu au sens sau nu sunt relevante pentru țările cărora FMI le recomandă. Stiglitz încearcă să demonstreze că aceste politici au avut urmări dezastruoase pentru țările care le-au respectat.

### Nebunii ani 90' (2003)
„Nebunii ani 90' " este analiza lui Stiglitz asupra boom-ului și a prăbușirii anilor 1990. Prezentată din perspectiva unei persoane din interior, mai întâi din  calitate de președinte al Consiliului Consultativ Economic al președintelui Clinton și mai târziu din calitate de economist-șef al Băncii Mondiale, lucrarea continuă argumentația sa despre modul în care încrederea greșită în ideologia pieței libere a dus la problemele economice globale de astăzi, cu o concentrare atentă asupra politicilor economice americane.

### Comerț echitabil pentru toți(2005)
În cartea sa „Comerț echitabil pentru toți ”, autorii Stiglitz și Andrew Charlton susțin că este important ca lumea comercială să devină mai prietenoasă cu dezvoltarea.  Este susținută ideea conform căreia regimul actual de tarife vamale și subvenții agricole este dominat de interesele fostelor puteri coloniale și trebuie să se schimbe. Eliminarea prejudecăților față de lumea dezvoltată va fi benefică atât pentru națiunile în curs de dezvoltare, cât și pentru cele dezvoltate. Lumea în curs de dezvoltare are nevoie de asistență, iar acest lucru poate fi realizat doar atunci când națiunile dezvoltate abandonează prioritățile comerciale și lucrează împreună pentru un regim comercial mondial mai liberal. 

### Să facem globalizarea să meargă (2006)
„Making Globalization Work” analizează inegalitățile economiei globale și mecanismele prin care țările dezvoltate exercită o influență excesivă și puternică asupra națiunilor în curs de dezvoltare. Dr. Stiglitz susține că, din cauza tarifelor, subvențiilor, a unui sistem de brevete excesiv de complex și a poluării, lumea este destabilizată atât economic, cât și politic. Stiglitz susține că sunt necesare instituții puternice și transparente pentru a aborda aceste probleme. El arată cum o examinare atentă a piețelor incomplete poate face ca politicile guvernamentale corective să fie dezirabile.
Viziunea lui Stiglitz este o excepție de la viziunea generală pro-globalizare a economiștilor profesioniști, potrivit economistului Martin Wolf .  Stiglitz susține că oportunitățile economice nu sunt suficient de disponibile, că crizele financiare sunt prea costisitoare și prea frecvente și că țările bogate au făcut prea puțin pentru a rezolva aceste probleme. „Making Globalization Work  s-a vândut în mai mult de două milioane de exemplare.

### Stabilitate cu creștere(2006)
În „Stabilitate cu creștere: macroeconomie, liberalizare și dezvoltare”, Stiglitz, José Antonio Ocampo (subsecretar general al Națiunilor Unite pentru afaceri economice și sociale, până în 2007), Shari Spiegel (director general, Inițiativa pentru dialog politic) –  IPD), Ricardo Ffrench-Davis (Consilier principal, Comisia Economică pentru America Latină și Caraibe) –  CEPAL ) și Deepak Nayyar (vicerector, Universitatea din Delhi) discută dezbaterile actuale privind macroeconomia, liberalizarea piețelor de capital și dezvoltarea și dezvoltă noi ideii  în cadrul cărora se pot evalua politici alternative. Aceștia își explică convingerea că, în cadrul Consensului de la Washington, s-au pledat pentru obiective care pun foarte puțin accentul pe dezvoltare (cu accent pe stabilitatea prețurilor) și s-au prescris prea puține instrumente de politică (punând accent pe politicile monetare și fiscale) și că a fost exprimată o încredere nejustificată în rolul piețelor. 
Noul cadru se concentrează pe stabilitatea reală și pe o creștere durabilă și echitabilă pe termen lung, oferă o varietate de modalități non-standard de stabilizare a economiei și de promovare a creșterii și acceptă faptul că imperfecțiunile pieței necesită intervenții guvernamentale. Factorii de decizie politică au urmărit obiective de stabilizare fără să fie interesați  prea mult de consecințele creșterii economice, încercând în același timp să amplifice creșterea prin reforme structurale axate pe îmbunătățirea eficienței economice. Mai mult, politicile structurale, cum ar fi liberalizarea pieței de capital, au avut consecințe majore asupra stabilității economice. Această carte contestă aceste politici argumentând că politica de stabilizare are consecințe importante pentru creșterea pe termen lung și a fost adesea implementată cu consecințe negative. Prima parte a cărții introduce întrebările cheie și analizează obiectivele politicii economice din perspective diferite. A treia parte prezintă o analiză similară pentru liberalizarea pieței de capital.

### Războiul celor trei trilioane de dolari(2008)
Războiul de trei trilioane de dolari (scrisă în colaborare cu Linda Bilmes ) examinează costul total al războiului din Irak, inclusiv numeroase costuri ascunse. Cartea abordează, de asemenea, măsura în care aceste costuri vor fi impuse pentru mulți ani de acum înainte, acordând o atenție deosebită cheltuielilor enorme care vor fi necesare pentru îngrijirea unui număr foarte mare de veterani răniți. Stiglitz l-a criticat  deschis pe George W. Bush la momentul publicării cărții. 

### Cădere liberă(2010)
În cartea sa "Freefall: America, piețele libere și scufundarea economiei mondiale", Stiglitz discută cauzele recesiunii/depresiunii din 2008 și continuă să propună reformele necesare pentru a evita repetarea unei crize similare, pledând pentru intervenția guvernamentală și reglementarea într-o serie de domenii. Printre factorii de decizie politică și liderii politici pe care îi critică se numără George W. Bush, Larry Summers și Barack Obama. 

### Prețul inegalității(2012)
De pe copertă: Pe măsură ce cei din vârf continuă să se bucure de cele mai bune îngrijiri medicale, educație și beneficii ale bogăției, adesea nu reușesc să realizeze că, așa cum subliniază Joseph E. Stiglitz, „soarta lor este legată de modul în care trăiesc ceilalți 99%... Nu trebuie să fie așa. În cartea „Prețul inegalității”, Stiglitz prezintă o agendă cuprinzătoare pentru a crea o economie mai dinamică și o societate mai dreaptă și mai egală”.
Cartea a primit Premiul de Carte 2013 al Centrului Robert F. Kennedy pentru Justiție și Drepturile Omului, acordat anual cărții care „reflectă cel mai fidel și puternic scopurile lui Robert Kennedy”. –  grija sa pentru cei săraci și neputincioși, lupta sa pentru o justiție onestă și imparțială, convingerea sa că o societate decentă trebuie să asigure tuturor tinerilor o șansă egală și credința sa că o democrație liberă poate acționa pentru a remedia disparițiile de putere și de oportunități.” 

### Crearea unei societăți a învățării: o nouă abordare a creșterii, dezvoltării și progresului social(2014)
„Crearea unei societăți a învățării” (scrisă în colaborare cu Bruce C. Greenwald) scoate la iveală importanța acestei perspective pentru teoria și politica economică. Coautorii iau că punct de referință lucrarea lui Kenneth J. Arrow din 1962, „Învățarea prin practică”, aceștia explică de ce producerea de cunoștințe diferă de cea a altor bunuri și de ce economiile de piață, de obicei, nu produc și nu transmit cunoștințe în mod eficient. Eliminarea lacunelor din învățare și sprijinirea învățării celor cu rezultate slabe sunt esențiale pentru creștere și dezvoltare. Însă crearea unei societăți a învățării este crucială dacă vrem să menținem un nivel de trai ridicat în țările avansate.

### Marea Diviziune: Societăți inegale și ce putem face în privința lor(2015)
De pe copertă: În „Marea diviziune”, Joseph E. Stiglitz detaliază diagnosticul oferit în cartea sa de succes „Prețul inegalității” și sugerează modalități de a contracara problema tot mai mare a Americii. Stiglitz susține că inegalitatea este o alegere –  rezultatul cumulativ al unor politici incorecte și al priorităților greșit alese.

### Euro: Cum o monedă comună amenință viitorul Europei(2016)
Din descriere: „Stiglitz demontează consensul predominant în jurul a ceea ce afectează Europa, demolându-i pe campionii austerității, oferind în același timp o serie de planuri care pot salva continentul - și lumea - de la încă o devastare suplimentară.” Potrivit agregatorului de recenzii de carte Literary Hub, cartea a primit recenzii globale. 

### Oameni, putere și profituri: capitalism progresiv pentru o epocă a nemulțumirii(2019)
De pe copertă: Stiglitz arată cum o viață de clasă de mijloc poate fi din nou accesibilă tuturor. O relatare a autorităților despre pericolele previzibile ale fundamentalismului pieței libere și fundamentele capitalismului progresist, ,,Oamenii, Putere și Profituri,"ne arată o Americă în criză, dar arată și o cale prin această perioadă dificilă. Daniel W. Drezner a acordat cărții o recenzie mixtă în The New York Times . 

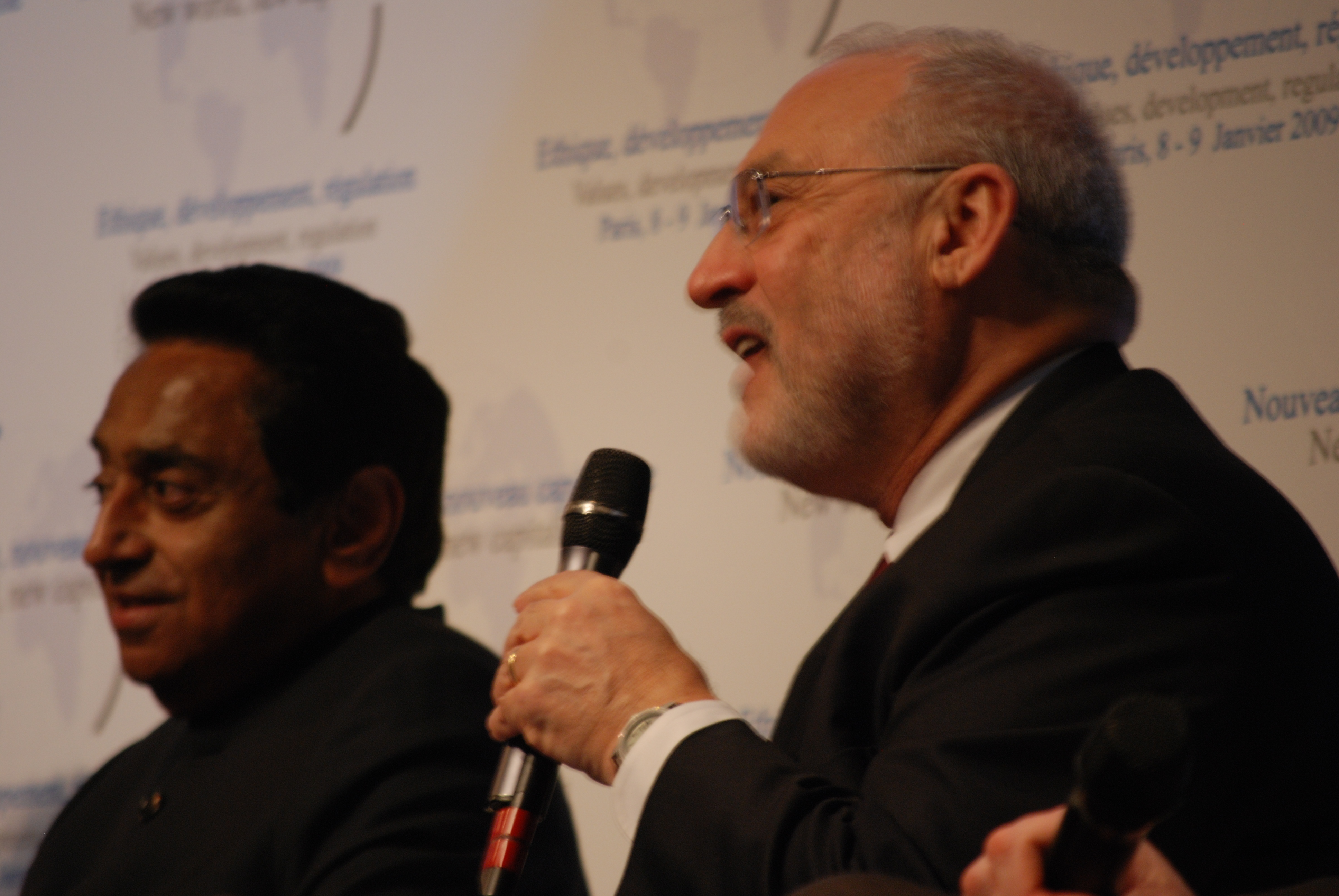
Joseph Stiglitz împreună cu Kamal Nath

### Măsurarea a ceea ce contează: Mișcarea globală pentru bunăstare(2019)
Stiglitz și coautorii săi subliniază că, în contextul crizelor interconectate ale degradării mediului și suferinței umane din epoca actuală, se demonstrează că „ceva este fundamental greșit în modul în care evaluăm performanța economică și progresul social”. Aceștia susțin că utilizarea PIB-ului ca principală măsură a sănătății noastre economice nu oferă o evaluare precisă a economiei sau a stării lumii și a oamenilor care trăiesc în ea.  

### Drumul spre libertate: economie și societatea bună(2024)
În Drumul spre libertate, Stiglitz contestă afirmația adepților săi conform căreia neoliberalismul este superior din punct de vedere moral alternativelor sale. Titlul este o referință directă la faimosul tratat al lui Friedrich Hayek, Drumul spre iobăgie, iar cartea este o replică la teoriile economice ale lui Hayek și Milton Friedman. Stiglitz susține că cartea sa se bazează pe cercetări empirice experimentale. El este îngrijorat de faptul că informația liberă va reduce producția de informații, calitatea și valoarea acestora în economia noastră, pe măsură ce inteligența artificială le colectează și le reproduce.

## Viața personală
Stiglitz s-a căsătorit cu Jane Hannaway în 1978, dar cuplul a divorțat mai târziu .   S-a căsătorit pentru a treia oară pe 28 octombrie 2004 cu Anya Schiffrin.Anya Schiffrin  lucrează la Școala de Afaceri Internaționale și Publice a Universității Columbia .  Are patru copii și trei nepoți.

## Legături externe
- Site web oficial
- Joseph E. Stiglitz | Columbia Business School Directory
- Information and the Change in the Paradigm in Economics 2001 lecture at NobelPrize.org
- Profile and Papers at Research Papers in Economics/RePEc
- Publications at the National Bureau of Economic Research
- Joseph E. Stiglitz (1943– ). The Concise Encyclopedia of Economics. Library of Economics and Liberty (ed. 2nd). Liberty Fund. 2008.
- Column archives Arhivat în 14 martie 2012, la Wayback Machine. at Project Syndicate
- Apariții pe C-SPAN
- Joseph Stiglitz pe Charlie Rose
- Joseph Stiglitz la Internet Movie Database
- Lucrări de sau despre Joseph Stiglitz în biblioteci (catalog WorldCat)
- Joseph Stiglitz — știri și comentarii colectate la The New York Times
- Of the 1%, by the 1%, for the 1%, Joseph E. Stiglitz, Vanity Fair, May 2011
- Roberts, Russ (9 iulie 2012). „Stiglitz on Inequality”. EconTalk. Library of Economics and Liberty.